# 4 nages
Pour les articles homonymes, voir Medley et Nages (homonymie).
La discipline du 4 nages en natation est une course où les quatre différents styles de nage (papillon, dos, brasse et nage libre) sont utilisés. La course peut se disputer par un seul nageur, ou par quatre nageurs en relais (dos, brasse, papillon et nage libre). 
En français, le terme « 4 nages » est accolé à la distance pour désigner une épreuve appelée en anglais « Medley » : par exemple, « 200 m 4 nages » (épreuve individuelle), « 4 × 100 m 4 nages » (relais), etc.

## Individuel

### Ordre des nages
Le nageur parcourt quatre fois la même distance, chacune étant nagée dans un style différent. L'ordre des nages à respecter est toujours le même : 
1. Papillon ;
2. Dos ;
3. Brasse ;
4. Nage libre ; la nage doit toutefois être différente des trois précédentes. La plupart des nageurs utilisent le crawl.

### Compétitions
Le 4 nages se nage en compétitions hommes et femmes. Le principe est que chaque course doit se disputer sur quatre longueurs pour les plus courtes, ou un multiple de quatre pour les plus longues, de telle sorte que chaque nage représente un quart de la distance totale. On distingue généralement trois courses : 
- 100 m[1] 4 nages : nagé uniquement lors des championnats en petit bassin (25 m / longueur). Ce n'est donc pas au programme des Jeux olympiques ;
- 200 m 4 nages : nagé en petit et en grand bassin (50 m / longueur). Cette épreuve apparaît pour la première fois aux Jeux olympiques lors de l'édition de Mexico, en 1968. Disputée également aux Jeux Olympiques de 1972, elle ne réapparaît ensuite qu'en 1984, et depuis, a toujours été au programme ;
- 400 m 4 nages : nagé en petit et en grand bassin. L'épreuve est au programme des Jeux olympiques depuis l'édition de Tokyo, en 1964.

Parmi les bons nageurs en 4 nages, on peut citer Michael Phelps, László Cseh, Ryan Lochte, Léon Marchand ou chez les femmes Stephanie Rice, Kirsty Coventry,  Katinka Hosszú, Summer McIntosh.

### Technique
La principale particularité technique du 4 nages réside dans le virage effectué lors de la transition entre deux nages. Il s'agit d'une part de se mettre dans les meilleures conditions pour la nage suivante, mais aussi de respecter entièrement le règlement de la nage en question, sous peine de disqualification. En réalité, il faut les envisager non pas comme un virage, mais plutôt comme une arrivée dans une nage, puis un départ dans la nage suivante.
À la fin du papillon, les mains doivent toucher le mur en même temps, puis doivent quitter le mur par l'arrière pour la partie en dos. La plupart des nageurs plient les genoux sous le corps après avoir touché le mur, et ensuite se lancent sur le dos. Durant la rotation, les bras sont placés assez près du corps, les mains se trouvant à quelques centimètres devant la poitrine. Cela permet de réduire le moment d'inertie du corps et donc de tourner plus vite. À la fin de la phase de rotation, le nageur pousse sur le mur avec ses jambes, s'élance sous l'eau, et entame le dos. 
La partie en dos doit se terminer en touchant le mur tout en restant sur le dos. Contrairement aux épreuves en dos, il n'est donc pas question d'effectuer une culbute et toucher le mur avec les pieds sans l'étape intermédiaire de la touche avec la main. La nage suivante étant la brasse, le nageur doit quitter le mur sur le ventre. La plupart des nageurs réalisent donc un virage ouvert, en amenant simplement les pieds contre le mur. Sous l'eau et la tête tournée vers le sol, il suffit alors de pousser et de se propulser grâce aux jambes.
La section en brasse doit se terminer comme celle en papillon : les deux mains doivent toucher le mur en même temps. Un virage en brasse classique est ensuite effectué, et la dernière partie peut commencer : la nage libre. En 4 nages, la nage libre signifie n'importe quelle nage avec la restriction (inexistante dans les épreuves séparées) qu'elle ne doit pas être le dos, le papillon, ou la brasse. Le crawl est généralement utilisé par les nageurs, étant considéré comme la nage la plus rapide.

## Relais

### Ordre des nages
Une équipe de quatre nageurs différents se relaye, chacun s'occupant d'une nage. Le dos est nagé en premier, et le nageur doit se placer dans l'eau avant de partir (pas de plongeon). Les nages sont ordonnées par ordre croissant de vitesse, à l'exception du dos qui est nagé en premier, alors que la brasse est plus lente. Si le dos ne se nageait pas en premier, le relayeur en dos et le relayeur suivant pourraient se bloquer mutuellement. L'ordre est donc le suivant : 
1. Dos ;
2. Brasse ;
3. Papillon ;
4. Nage libre ; comme en individuel, la nage utilisée doit être différente des trois précédentes.

### Compétitions
Les relais 4 nages se nagent en compétitions hommes et femmes. Chaque relayeur effectue un quart de la distance totale, sur une seule nage. En principe, les équipes alignent leurs meilleurs spécialistes sur leurs nages de prédilection. 
- 4 × 50 m 4 nages : nagé en petit bassin uniquement. L'épreuve n'est pas au programme des Jeux olympiques.
- 4 × 100 m 4 nages : nagé en petit et en grand bassin. L'épreuve est au programme des Jeux depuis l'édition de Rome, en 1960.

L'équipe américaine masculine domine ce relais 4 × 100 m 4 nages, étant restée invaincue sur l'épreuve depuis son apparition aux Jeux (en 1980, l'Australie est championne olympique de la distance mais les États-Unis boycottent les Jeux ; en 2013 à Barcelone aux championnats du monde, elle est disqualifiée au profit de la France).

### Technique
Chaque nageur ayant à sa charge une seule nage, la technique en relais n'est presque pas différente de celle requise lors des épreuves séparées. La seule différence réside dans le départ : après que le premier relayeur est parti, le départ n'est plus jamais annoncé. Le nageur suivant ne peut s'élancer à son tour que lorsque son prédécesseur a touché le mur. Si le départ a lieu avant, l'équipe est disqualifiée. La difficulté consiste donc à anticiper correctement le moment où l'équipier touche le mur, pour partir le plus vite possible. Un temps de réaction très bas permet donc un gain de temps significatif. Toutefois, une équipe qui a de la marge sur ses adversaires peut se permettre de prendre des départs moins risqués, avec des temps de réaction plus élevés.

## Records du monde
La FINA homologue les records du monde sur toutes les épreuves précédemment citées : 100 m, 200 m, 400 m, 4 × 50 m, et 4 × 100 m.
De plus, sur une épreuve en 4 nages, il est possible de battre des records établis sur des épreuves séparées. 
En relais, le règlement spécifie en effet que le premier nageur du relais peut établir un nouveau record. La première nage étant le dos, les records du dos (50 m et 100 m) peuvent ainsi être battus. Une éventuelle disqualification de l'équipe (par exemple sur faux départ) après la performance n'a aucune incidence sur celle-ci.
En individuel, un nageur peut également prétendre au record du monde sur une distance intermédiaire, à condition que son entraîneur indique spécifiquement à l'arbitre que sa performance doit être chronométrée, ou que les temps intermédiaires sont enregistrés automatiquement. Le nageur doit toutefois terminer la course pour voir son record homologué.